# Rotstieliger Reif-Täubling
Der seltene Rotstielige oder Rote Reif-Täubling (Russula lilacea) ist ein Pilz aus der Familie der Täublingsverwandten. Der kleine, zerbrechliche Täubling hat einen lila-violetten bis fleischroten Hut und weiße Lamellen. Sein Fleisch schmeckt mild und sein Sporenpulver ist weiß. Der seltene Täubling kommt in Laubwäldern bei verschiedenen Laubbäumen vor. Seine Fruchtkörper erscheinen von Ende Juni bis September.

## Merkmale

### Makroskopische Merkmale
Der Hut ist 3–5 cm breit, in Ausnahmefällen auch bis zu 7 cm breit. Er ist mürbe, trüb fleischfarben bis lila oder rötlich braun, in der Mitte blasst er oft bräunlich-gelb oder gelblich aus. Bisweilen hat er auch eine kupferfarbene Tönung oder der Hut bleicht in seltenen Fällen auch oliv bis grünlich aus. Der Rand ist leicht radial gefurcht und matt körnig. Die Huthaut wird bei feuchter Witterung schmierig, trocken ist sie matt-körnig, fast samtartig und weit abziehbar.
Die Lamellen sind weiß oder cremefarben und stehen nicht sehr gedrängt. Das Sporenpulver ist weißlich (Ia-Ib nach Romagnesi).
Der Stiel ist 4–6 cm lang und 0,7–1 cm breit, er ist weich, zerbrechlich und leicht einzudrücken. Der Stiel ist entweder weiß oder rosa überlaufen, bisweilen ist auch nur die Basis rosa bis rhabarberrot angehaucht. Junge Fruchtkörper haben meist mehlig bereifte Stiele, die unter der Lupe auch flockig wabig aussehen können. Das Fleisch ist weiß bis gelblich und schmeckt mild. Es ist ohne besonderen Geruch oder Geschmack.
Die Guajakreaktion ist langsam, das Fleisch verfärbt sich dabei bläulich grün. Mit Eisensulfat verfärbt sich das Fleisch blass rosa. Die Reaktion mit Sulfovanillin ist undeutlich oder negativ.

### Mikroskopische Merkmale
Die Sporen sind breit ellipsoidisch, messen 7–8 × 6–7 µm und sind mit isolierten, stacheligen Warzen mit nur wenigen strichförmigen Verbindungen versehen. Die Basidien sind 32–48 µm lang und 8,5–13 µm breit und haben 4 Sterigmen. Die Pleurozystiden sind 50–60 µm lang und 6,7–10 µm breit, dünnwandig (< 2 µm) und färben sich mit Sulfovanillin nur schwach an. Die Spitze ist meist gerundet. Die Huthaut weist lange, 4-6 µm breite, groß inkrustierte Primordialhyphen auf. Vakuolenpigmente sind vorhanden, aber keine Membranpigmente.

## Ökologie
Wie alle Täublinge ist der Rotstielige Reif-Täubling ein Mykorrhizapilz, der mit verschiedenen Laubbäumen eine Partnerschaft eingehen kann. Als Wirte kommen Eichen und Rotbuchen, aber auch Hainbuchen und Haselnuss in Frage. In Nachbarländern geht der Täubling auch eine Symbiose mit Ahorn, Esche und Linde ein.
Er ist in erster Linie eine Art schattiger Rotbuchen-, Hainbuchen- und Eichenmischwäldern, findet sich aber auch an Waldwegen, auf Lichtungen und in Parkanlagen. Der Pilz mag frische bis mäßig feuchte, neutrale bis alkalische, teils oberflächlich versauerte, sandig-lehmige oder tonige, verdichtete und schlecht durchlüftete Böden, wie Braunlehm-Rendzinen, Terra fusca, Pelosolen, Braun- und Parabraunerden über Kalk, Mergel und basenreichem Urgestein.
Die Fruchtkörper erscheinen von Ende Juli bis September und nur selten früher. Der Täubling kommt bevorzugt im Hügel- und im unteren Bergland vor.

## Verbreitung

Europäische Länder mit Fundnachweisen des Rotstieligen Reif-Täublings.
Legende:
Länder mit Fundmeldungen
Länder ohne Nachweise
keine Daten
außereuropäische Länder

Der Rote Reif-Täubling ist eine holarktische Art, deren Verbreitungsgebiet sich über drei Klimazonen erstreckt, von der meridionale Zone mit mediterranem Klima bis zur boreale Zone mit dem kalt gemäßigten Klima der nördlichen Nadelwälder. Der Täubling kommt in Nordasien (Kaukasus, Russland-Fernost, Korea, Japan), in Nordafrika (Marokko und Algerien), Nordamerika (USA) und in Europa vor.
In Deutschland ist der Pilz im Tiefland sehr selten und fehlt weithin. Im Hügelland und im unteren Bergland ist er sehr zerstreut anzutreffen. In der Roten Liste ist er in der Gefährdungskategorie RL2 aufgeführt.

## Systematik

### Infragenerische Systematik
Der Rote Reif-Täubling wird in die Subsektion Lilaceinae innerhalb der Sektion Lilaceae eingeordnet. Die Subsektion enthält kleine, zerbrechliche Arten, mit verschiedenfarbenen Hüten. Sie schmecken mild und haben weißes Sporenpulver.

### Unterarten und Varietäten
| Varietät                           | Autor        | Beschreibung |
| ---------------------------------- | ------------ | --- |
| Russula lilacea f. flavoviridis    | Romagn.      | Form mit grünlichem Hut. |
| Russula lilacea var. retispora     | Sing.        | Stark gratige Sporen (8–9(10) × 6–6,5(7) µm), die teilweise netzig verbunden sind. Ähnlich wie die Typart, aber Hut oft schlanker, Durchmesser 2–3 cm, Huthaut bereift mit stärker variierenden Farben (ähnlich wie der Wechselfarbige Spei-Täubling). Stiel and Lamellen weißlich oder vage grauend mit sehr zerbrechlichem Fleisch. |
| Russula lilacea var. carnicolor    | Bres.        | Hutfarbe variabler, mehr rosa fleischfarben gemischt mit olivfarbenen Tönen ähnlich wie der Fleischrote Speisetäubling. Hut, Lamellen und Stiel sind wie beim Typ. Die Guajakreaktion ist negativ. Die Sporen haben isolierter stehende Warzen oder sind mehr punktiert als beim Typ.                                                 |
| Russula lilacea var. pseudolilacea | (J.Blum) Bon | Polychromer (vielfarbiger) Hut, der manchmal zoniert ist, wie beim Buckeltäubling. Sehr ähnlich wie der Typ, aber mit dornigeren Sporen. |